# جو جورغنسون
جو جورغنسون (بالإنجليزية: Jo Jorgensen)‏ هي سياسية أمريكية من الحزب الليبرتاري ولدت في يوم 1 مايو 1957 بلدة ليبرتيفيل في إلينوي. درست علم النفس في جامعة بايلور، كما حصلت اجازة الاستاذية في إدارة الأعمال من جامعة ساوثرن ميثوديست. كانت هي مرشحة الحزب الليبرتاري للإنتخابات الأمريكية الرئاسية 2020.